# Phelister uncistrius
Phelister uncistrius är en skalbaggsart som beskrevs av Lewis 1888. Phelister uncistrius ingår i släktet Phelister och familjen stumpbaggar. Inga underarter finns listade i Catalogue of Life.